# آقا رضای گل
آقا رضای گل فیلمی به کارگردانی مهدی رئیس فیروز و نویسندگی احمد نجیب‌زاده محصول سال ۱۳۵۳ است.

## خلاصه داستان
رضا (رضا بیک‌ایمانوردی) رانندهٔ رئیس یک شرکت ورشکسته است…

## بازیگران
- رضا بیک ایمانوردی
- شورانگیز طباطبایی
- علی میری
- نادیا
- دیانا
- جواد تقدسی
- سحر
- علی‌اکبر مهدوی‌فر
- سیدمحمد موسوی
- محمد گیلانی
- ناهید علایی
- خسرو ابراهیم‌زاده